# Escuela de Nivel Medio Superior de León
La Escuela de Nivel Medio Superior de León es una de las unidades académicas dependientes de la Universidad de Guanajuato dedicada a la enseñanza media superior con sede en la ciudad de León, Guanajuato. La institución es comúnmente llamada Prepa Oficial, Escuela Preparatoria o EPL.

## Historia
El 20 de noviembre de 1869 se reunieron en el Salón de Sesiones del Palacio Municipal varios profesionistas interesados en la creación de segunda enseñanza.
En 1877 el gobernador interino Manuel Lizardi llevó la propuesta de la Escuela de Segunda enseñanza al Congreso del Estado, la cual fue aprobada en el decreto número 59 del 15 de diciembre de 1877. La pensión asignada era muy pequeña: tres mil pesos anuales para cada establecimiento, debiendo esa suma distribuirse, según acuerdo de las respectivas juntas de catedráticos, previa la anuencia del Gobierno del Estado.”
El cuerpo de directores y de profesores era como sigue: Rector Lic. Manuel Muñoz Ledo; Vicerrector, Lic. D. Miguel Lara; Prefecto de estudios, D. Ignacio Tejada León, que era también alumno; Catedrático de Primer curso de Matemáticas. Ing. Evaristo Gutiérrez de Velasco; de Geografía e Historia, Lic. Miguel Lara; de Filosofía, Dr. Rosendo Gutiérrez de Velasco, hermano de don Evaristo; de primer año de Latín, Lic. Mariano Martínez; de segundo año de Latín, Refugio Sierra; de Francés, Ignacio Pedroza; de Castellano, Octaviano Galván; de Inglés, Jacobo Méndez de León; de Dibujo, Refugio del Castillo; y de Gimnasia, Diódoro G. Valdivia.
(…) Poco debió ser lo que a cada uno tocara de sueldo; sólo sé que al Rector le correspondían cincuenta pesos, los que Muñoz Ledo cedió generosamente para dotar al colegio del mobiliario más indispensable; desprendimiento que no ha tenido imitadores en los que después han ocupado el cargo, El retrato del Rector fundador se encuentra en el colegio, que fue pintado por Luis Monroy.

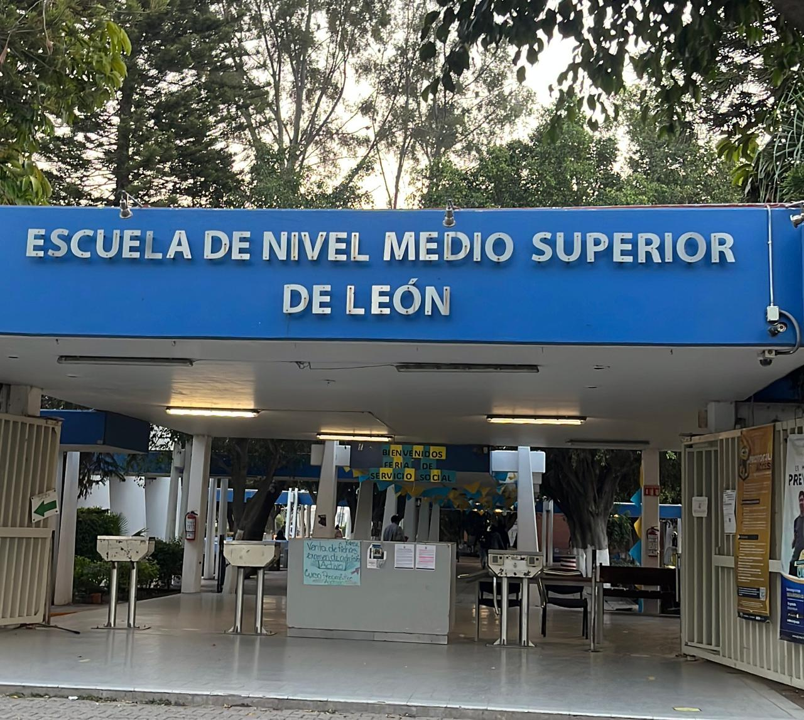
Entrada Principal de la Escuela de Nivel Medio Superior de León (ENMSL) en 2025

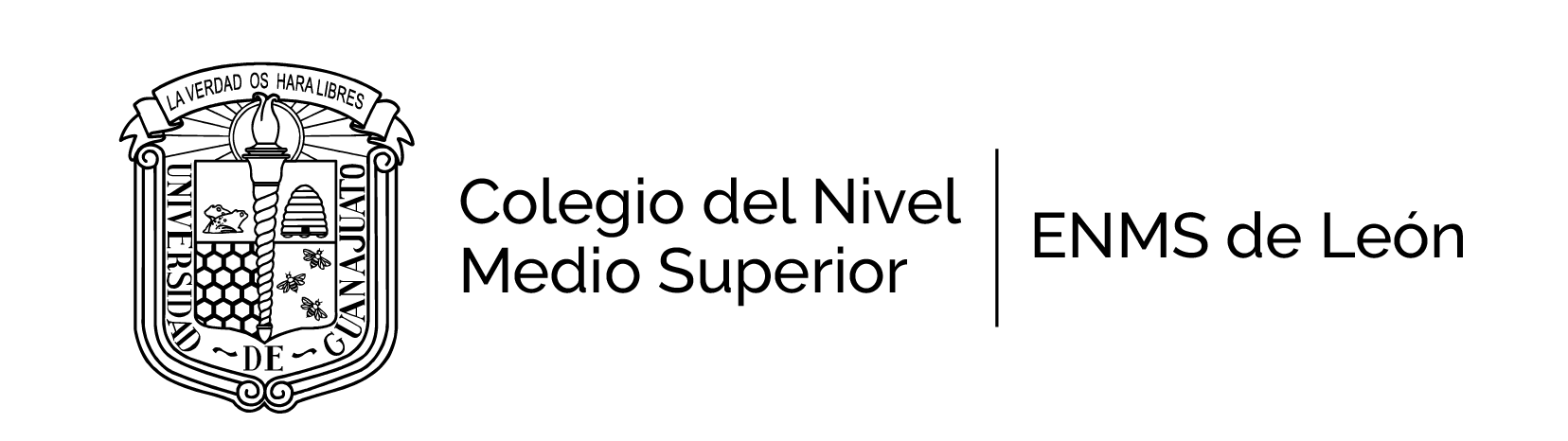
Escudo Institucional de la ENMS de León

La apertura de inscripciones fue el 20 de enero de 1878, la ceremonia de inauguración fue el 10 de febrero, la toma de posesión de cátedras el 11 de febrero y las clases comenzaron el 12 de febrero del mismo año, exitosos empresarios, políticos y catedráticos han cursado y enseñado en esta escuela. Se nombró como primer director a Manuel Muñoz Ledo.
De 1918 a 1926 cambió el nombre, de Plantel de Institución Secundaria a Escuela Preparatoria, posteriormente Escuela Secundaria y Preparatoria, Colegio Nacional de León, siendo en 1920 cuando Antonio Madrazo, Gobernador del Estado, informa de la Escuela Preparatoria de León. Entre otros espacios la escuela se situó en Álvaro Obregón 308, siendo hasta 1978 con la gestión de Luis Humberto Ducoing Gamba, Gobernador del Estado.
En el año de 2008 de acuerdo a la reforma al Estatuto y Ley Orgánica de la Universidad de Guanajuato se cambió el nombre de la institución a la Escuela de Nivel Medio Superior de León. Se ubican las instalaciones de la Escuela Preparatoria de León en su actual domicilio (Blvd. Hermanos Aldama Esq. Blvd. Torres Landa s/n).

## Reconocimientos
La ENMSL cuenta con los certificados ISO 9001:2000 y Calidad Guanajuato.
Por la fecha en que fue creada se trata de la institución más antigua que ha funcionado ininterrumpidamente en la ciudad de León, Guanajuato.[cita requerida]

## Actividades artísticas y deportivas
Actividades deportivas y Cívicas
Entre las actividades deportivas que se ofrecen está:
- Aeróbics.
- Atletismo.
- Béisbol
- Básquetbol.
- Fútbol .
- Gimnasio.
- Fútbol americano.
- Natación.
- Tae Kwon Do.
- Voleibol.
- Banda de Guerra.
- Escolta.

Actividades artísticas
En el área artística se cuenta con grupos de:
- Estudiantina.
- Coro polifónico.
- Taller de Música.
- Taller de Canto.
- Taller de Fotografía.
- Baile de salón.
- Teatro.
- Artes Escénicas.
- Danza Urbana.
- Danza Folclórica.
- Grupo Versátil.
- ENMSamble.

Cuenta también con biblioteca, alberca, cafetería, gimnasio, cancha de fútbol tamaño profesional, 2 canchas de basquetbol, 1 cancha de voleibol, estacionamiento con vigilancia y áreas de descanso

## Representaciones Estudiantiles
Dentro de las 11 Escuelas de Nivel Medio Superior del Colegio del Nivel Medio Superior (CNMS) de la Universidad de Guanajuato, existen varios puestos de representaciones estudiantiles. Entre ellas están Órganos de Gobierno de participación dentro de la Escuela de Nivel Medio Superior, y representantes de Mesas Directivas de las y los estudiantes. Entre ellas están:
- 1 Representante del CNMS ante el Consejo General Universitario de la Universidad de Guanajuato (CGU)
- 1 Representante de la Escuela de Nivel Medio Superior de León ante el Consejo Académico del CNMS (CANMS)
- 5 Representantes Estudiantiles ante la H. Academia de la Escuela de Nivel Medio Superior de León (HA)
- 12 Integrantes de la Mesa Directiva de la Sociedad Estudiantil de la ENMSL (SODAL)
  - Presidente (2024-2025) Ángel de Jesús Frausto Aguirre

Para mas información de la conformación de estos órganos, puedes revisar la Ley Orgánica de la Universidad de Guanajuato